# Мыдрино
Мыдрино (болг. Мъдрино) — село в Бургасской области Болгарии. Входит в состав общины Карнобат. Находится примерно в 9 км к северо-западу от центра города Карнобат и примерно в 51 км к северо-западу от центра города Бургас. По данным переписи населения 2011 года, в селе  проживало 92 человека, преобладающая национальность — болгары.

## Население
| Год     | 1934 | 1946 | 1956 | 1965 | 1975 | 1985 | 1992 | 2001 | 2011 |
| ------- | ---- | ---- | ---- | ---- | ---- | ---- | ---- | ---- | ---- |
| Жителей | 511  | 538  | 516  | 381  | 294  | 228  | 162  | 127  | 92   |

|  |